# Strathocles punctiuncula
Strathocles punctiuncula là một loài bướm đêm trong họ Noctuidae.